# معركة جدارا
معركة جدارا هي معركة دارت أحداثها بين الحشمونيين اليهود ضد العرب الأنباط، وحدثت سنة 93 ق م تقريبًا في جدارا، والتي تُسمى حاليًا أم قيس شمال الأردن.
جاءت المعركة بعد أن شعر الأنباط بالتهديد من استيلاء الملك الحشموني ألكسندر جنايوس على أراضي غزة وعدة بلدات شمال مملكة الأنباط في شرق الأردن على طول الطريق المؤدي إلى دمشق حيث يتمركز السلوقيون اليونانيون (كان السلوقيون في حالة تراجع نهائي في ذلك الوقت).
كان جنايوس "محظوظًا لأنه هرب حيًا" عائداً إلى القدس بعد أن تمكن الملك النبطي عبادة الأول من نصب كمين لقواته على تلة شديدة الانحدار، يُعتقد أنها التلال المحيطة بنهر اليرموك. عاد جنايوس إلى المعارضة اليهودية الشرسة في القدس بعد هزيمته، واضطر إلى التنازل عن الأراضي المكتسبة للأنباط حتى يتمكن من ثنيهم عن دعم خصومه في يهودا.

## خلفية المعركة
حافظ الأنباط على علاقة ودية مع المكابيون اليهود المجاورين لهم في الغرب، ثم أسس خلفاؤهم سلالة الحشمونيين. لكن في عام 100 ق.م كان ألكسندر جنايوس ملك الحشمونيون، قد حاصر غزة واستولى عليها. يُعتقد أن جنايوس فعل ذلك عقابًا لسكان غزة لدعمهم للبطالمة اليونانيين في مصر على الحشمونيين خلال حروبهم. ثم واصل جنايوس غزوات والده يوحنا هيركانوس في شرق الأردن، حيث استولى على جدارا وأماثوس وموآب وجلعاد.
شعر الأنباط بالتهديد نتيجة احتلال المناطق المحيطة بهم، ولأنها أعاقت وصولهم إلى ميناء غزة، الذي كان المحطة الأخيرة للبضائع القادمة من المملكة النبطية قبل شحنها إلى الأسواق الأوروبية. وقد شكل احتلال مدن شرق الأردن تهديدًا آخر لمصالح الأنباط، وللسلوقيين في دمشق أيضًا.

## المعركة

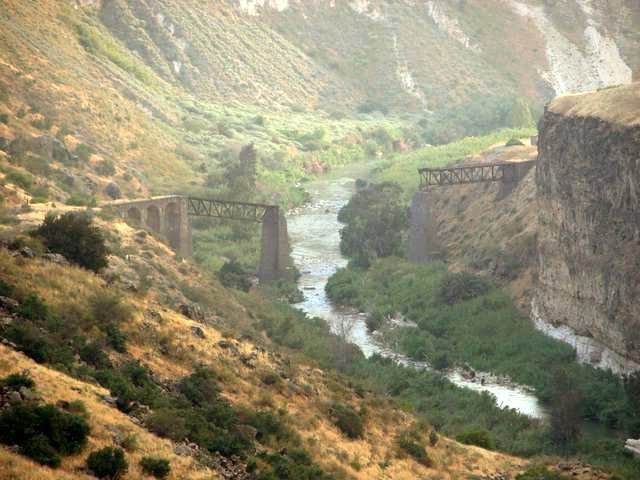
نهر اليرموك، المكان المتوقع لمعركة جدارا.

بعد وفاة الملك النبطي حارثة الثاني عام 96 قبل الميلاد، صعد ابنه عبادة الأول إلى السلطة. وخلال عام 93 ق.م تمكن عبادة من نصب كمين ألكسندر جنايوس وقواته في منطقة جبلية حيث كان ألكسندر جنايوس "محظوظًا بالهروب حيًا". استخدم الجيش النبطي عددًا كبيرًا من الجِّمال لدفع قوات الحشمونيون إلى قاع الوادي. ويُعتقد أن نهر اليرموك ومحيطه هو الموقع لهذه المعركة.

## نتائج المعركة
عاد القائد المهزوم جنايوس إلى المعارضة اليهودية الشرسة في القدس بعد هزيمته، واضطر إلى التنازل عن الأراضي التي احتلّها للأنباط حتى يتمكن من ثنيهم عن دعم خصومه في منطقة يهودا.
أما السلوقيين المتواجدين في سوريا فأثار استيائهم اقتراب الأنباط منهم، وخاصة في جنوب مناطق توجدهم. في عام 87 ق.م شن الملك السلوقي أنطيوخوس الثاني عشر هجومًا على الأنباط في معركة قانا في جدارا. قُتل الملك أنطيوخوس أثناء القتال، مما أدى إلى إضعاف معنويات جيشه وتحولت المعركة إلى نصّر نبطي حاسم. فر الجيش السلوقي باتجاه الصحراء، ومات عدد كبير منهم بسبب الجوع والعطش قبل وصولهم إلى أرضهم.
بعد انتصارات عبادة الأول على الحشمونيين والسلوقيين، أصبح أول ملك نبطي يُعبد كإله عند الشعب النبطي. بنى الأنباط معبدًا تخليدًا لذكرى الملك عبادة في منطقة عبدة في صحراء النقب. وقد تم العثور على نقوش بالداخل تشير إلى "عبادة الإله".